# NGC 3029
NGC 3029 is een spiraalvormig sterrenstelsel in het sterrenbeeld Sextant. Het hemelobject werd op 8 februari 1886 ontdekt door de Amerikaanse astronoom Lewis A. Swift.

## Synoniemen
- MCG -1-25-47
- A 0946-07
- PGC 28206